# Guldsmed
 Denne artikel omhandler håndværket. Opslagsordet har også en anden betydning, se Guldsmed (flertydig).
En guldsmed er ofte en håndværker, men ikke altid, da titlen ikke er beskyttet.  En guldsmed arbejder med ædelmetaller til  smykker. Arbejdet omfatter bl.a. valsning, trådtrækning, filing, lodning, pudsning og støbning af metallet. Guldsmede kan også være juvelérer eller butiksguldsmede, der forhandler smykker.
Guldsmedene har nydt særlige privilegier, da de som købmænd og skippere kunne sidde i byrådene. Guldsmedene dannede laug i større danske købstæder; Kjøbenhavns Guldsmedelaug blev stiftet i 1429. I 1651 blev det påbudt, at guldsmedenes værker skulle stemples, så det let kunne ses, hvem der havde fremstillet dem. Danske guldsmede er underlagt verdens strengeste krav om lødighedsstempling af smykker.
Efter reformen af erhvervsuddannelserne i 1991 er guldsmedeuddannelsen nu et speciale under uddannelsen ædelmetalformgiver. Den forudsætter en læreplads og varer fire år. Skoledelen udbydes af Københavns Tekniske Skole og EUC Lillebælt.
Der er meget få lærepladser, så mange interesserede tager smykkekurser og længere praktikophold hos guldsmede i Danmark eller udlandet..

## Kendte guldsmede

### Historiske
- Kalogjera-familien[2]
- Filippo Brunelleschi
- Benvenuto Cellini
- House of Fabergé
- Lorenzo Ghiberti
- Johannes Gutenberg
- George Heriot
- Gaspard van der Heyden
- Paul de Lamerie
- Arnold Lulls
- Jean-Valentin Morel
- Paul Storr
- Adrien Vachette

### Moderne
- Lois Betteridge
- Jocelyn Burton
- Andrea Cagnetti – Akelo
- Cartier
- William Claude Harper
- Mary Lee Hu
- Linda MacNeil
- Mazlo
- John Paul Miller (1918–2013)
- Gary Noffke
- Christoph Steidl Porenta